# Macropodia aegyptia
Macropodia aegyptia är en kräftdjursart. Macropodia aegyptia ingår i släktet Macropodia och familjen maskeringskrabbor. Inga underarter finns listade i Catalogue of Life.